# Pietro Canal
Pietro Canal (Venezia, 13 aprile 1807 – Crespano, 15 ottobre 1883) è stato un latinista, politico e presbitero italiano.

## Biografia
Nato nel 1807, era il sesto dei dieci figli di Agostino Canal e Teresa Maria Boldù, entrambi membri dell'ex patriziato veneziano. Trascorse l'infanzia perlopiù a Crespano, ai piedi del monte Grappa, dove la famiglia era proprietaria di una villa.
Nel 1818 intraprese gli studi nel Seminario di Venezia. Venne ordinato sacerdote e nel 1843 si laureò in filosofia presso l'Università di Padova. Nel 1848 fu uno dei membri del governo provvisorio di Daniele Manin. Nel 1853 ottenne la cattedra di letteratura latina presso l'Università di Padova. Fu prima membro (dal 1854), quindi vicepresidente nel 1965, poi presidente dell'Istituto veneto di scienze, lettere ed arti tra il 1867 e il 1869. Lasciato l'insegnamento nel 1877, si ritirò a Crespano, dove morì nel 1883.
La sua biblioteca rimase di proprietà degli eredi, e raccolse anche i volumi e gli spartiti musicali del fratello, monsignor Lorenzo. Dei volumi di filologia classica fu pubblicato un catalogo. Dopo la prima guerra mondiale l'intera biblioteca venne messa in vendita: mentre la parte filologica andò dispersa, la sezione musicale fu acquistata dallo Stato e collocata nella Biblioteca Marciana di Venezia.